# Rothmar
Rothmar ist eine Villa in der schottischen Stadt Campbeltown. Sie befindet sich im Nordosten der Stadt in der Straße High Askomil, die als B842 weiter entlang der Ostküste von Kintyre führt. 1984 wurde Rothmar in die schottischen Denkmallisten in der höchsten Kategorie A aufgenommen.
Auftraggeber der Villa war der Schiffbauer William Broom, der den Architekten John James Burnet für den Bau verpflichtete. Mit dem Bau wurde im Jahre 1897 begonnen. Es wurde auf die Verwendung bester Materialien geachtet. Im April 1937 beantragte Broom eine Baugenehmigung für eine Garage, welche im selben Jahr zusammen mit weiteren Umbauarbeiten durch das Büro Burnet, Tait & Lorne hinzugefügt wurde.

## Beschreibung
Rothmar ist im amerikanischen Stil oberhalb der Bucht Campbeltown Loch gebaut. Die Frontseite bildet der im Süden befindliche Hauptflügel. Dieser ist zweistöckig und mit drei vertikalen Fensterachsen ausgestattet. Auf der vierten Achse befindet sich eine halbrunde Auslucht deren Fenster von ionischen Säulen voneinander abgetrennt sind. Das darübergelegene Fenster ist von Blendpfeilern umrahmt. Der Gebäudeteil schließt mit einem Walmdach ab. Der von der Gebäuderückseite abgehende Flügel ist asymmetrisch mit vier Fensterachsen gestaltet. Dort befindet sich der gefließte Eingangsbereich mit einem von toskanischen Säulen getragenen Vordach. Er ist nur einstöckig mit ausgebautem Dachgeschoss. Nach rechts geht der kurze, einstöckige Küchenflügel ab. Der einstöckige Personalflügel befindet sich im Westen. Dieser weist fünf Fensterachsen auf. Das Dachgeschoss wird Gauben erhellt. Der Flügel schließt mit einem Satteldach ab. Die Vorderseite ist asymmetrisch mit Zwillingsfenstern gestaltet.